# ミステリーボニータ
『ミステリーボニータ』は、秋田書店が発行している月刊少女漫画雑誌。毎月6日発売。

## 概要
1987年5月、『ボニータ』の増刊として創刊された。創刊号の表紙は高階良子が担当。創刊ごろはミステリーの長編読み切り作品が主で、「読み応えのある少女誌ならではの幻想的なミステリー作品」が掲載された。創刊号からNo.4までは年数回、発売日を定めずに不定期に刊行される増刊であった。No.5から次号予告を掲載。1988年は2冊、1989年は3冊、その後1993年まで年に5冊から7冊刊行された。
1993年に隔月刊化し、発売日が8日となる。
2013年4月号よりリニューアルを敢行し、『九 neuntote』、『パレードはどこへ行くの?』、『クジラの子らは砂上に歌う』、『アンの世界地図〜It’s a small world〜』など新連載を順次開始。宝島社の漫画紹介ムック『このマンガがすごい!』2015年版オンナ編において、『クジラの子らは砂上に歌う』が第10位、『パレードはどこへ行くの?』が第47位にランクインした。
2018年、「プリンセスGOLD」の電子書籍専売に伴い、『ケルン市警オド』が6月特大号、『白妖（びゃくよう）の娘』が7月特大号より移籍。
2019年、「Unlimited」「群青のアンサンブル」「写楽心中」を10月号よりコミックスと同じタイトルに改題した。
2020年1月号より再びリニューアルが行われた。誌名のロゴと表紙デザインを一新し、よりミステリー作品に特化した誌面を展開する。
『プリンセスGOLD』が2020年1月16日配信の2月号で休刊となったため、2020年4月号より『やじきた学園道中記F（ファイナル）』の移籍新連載がスタートした。
2020年9月特大号よりコバルト文庫『炎の蜃気楼（ミラージュ）』原作第2巻「緋（あか）の残影」のコミカライズ連載『炎の蜃気楼R（リブート）』が開始された。
2021年、2月特大号で『後宮香妃物語』を終了し『月刊プリンセス』に移籍連載することになった。また、「西荻窪 三ツ星洋酒堂」がTVドラマ化され、MBS「ドラマ特区」枠で放送された。

## 現在連載中の作品
2025年9月号現在。
- 9番目のムサシ Ghost & Gray（髙橋美由紀）：2020年2月号 -
- 天上恋歌〜金の皇女と火の薬師〜（青木朋）：2020年3月号 -
- ぼんくら陰陽師の鬼嫁（原作：秋田みやび、作画：遠野由来子、キャラクター原案：しのとうこ）：2020年8月号[6] -
- 酒処 春來荘日乗（丸岡九蔵）：2020年9月号[7] -
- 海が走るエンドロール（たらちねジョン）：2020年11月号[8] -
- 酒井美羽の少女まんが戦記（酒井美羽）：2020年12月号[9] -
- P.As.（赤石路代）：2021年3月号[10] -
- いつか死ぬなら絵を売ってから（ぱらり）：2022年10月号[11] -
- まりあず〜Revenge of Rock'n’Roll Sisters〜（原作：ムラマツヒロキ、漫画：川島よしお）：2023年4月号[12] -
- やじきた異世界道中記（市東亮子）：2023年12月号[13] -
- リストルージュ（灯晴ほく）：2024年3月号・5月号[14][15][16] -
- 蒼の御使い（潮見知佳）：2024年4月号[17]、2024年10月号[18]、2024年11月号[19]、2025年1月号[20] -
- シオミくんの給湯室ごはん（洋々パニ）：2024年10月号[18] - ※読み切りが連載化[18]
- エルフとひとつ屋根の下（いくたはな）：2024年11月号[21] -
- 鏡の国の仕立て屋（みどりわたる）：2024年11月号[19] - ※シリーズ読み切り[19]
- となりの宮廷料理人（杉本亜未）：2025年2月号[22] -
- アフレコブースの君たちへ（千葉リョウコ）：2025年4月号[23] -
- 異世界すしざんまい マグロ大王木村社長、食を通じて異世界改革！（原作：すずの木くろ、監修：喜代村（すしざんまい）、漫画：鷹野やわらか）：2025年4月号[23] -
- 美大生・月浪縁の怪談（原作：白目黒、漫画：幹本ヤエ、キャラクター原案：Minoru）：2025年4月号[23] -
- 辺境警備 前史〜銀のイリュージオ〜（紫堂恭子）：2025年6月号[24] - ）
- 世界にQのひとつまみ（犬井チズ）：2025年9月号[25] -
- 『桃源暗鬼』公式アンソロジー 桃源郷で会いましょう（原作：漆原侑来）：2025年9月号[25] -

### 休載中・連載中か不明の作品
- 愛だけが日々の理由（乙畑里仁）
- 華麗なる愛の歴史絵巻シリーズ（長岡良子）
- コミック☆星新一（オムニバス漫画）
- 先生とぼく（中川真琴）
- 天を見つめて地の底で-新章-（髙橋美由紀）
- LIFE（横馬場リョウ）
- 霊感葬儀社（赤塚祭）

### 休載中の作品
- 悪魔の花嫁 最終章（原作：池田悦子、作画：あしべゆうほ）：2014年6月号より一時休載と発表[注 2]。
- クリスタル☆ドラゴン（あしべゆうほ）：2021年2月特大号より休載中（2024年4月時点[注 3]）

## 過去の掲載作品

### あ行
- あがりたる世と蜘蛛御前（魅月乱）
- あなたのお仕事なんですか? 〜働く女性に突撃レポ!〜（赤塚祭）
- アナトミア〜解剖してわかったことだが、人間は必ず死ぬようにできている〜（高城玲）：2022年9月号[33] - 2023年4月号→『月刊プリンセス』に移籍[12]
- 妖しの森の幻夜館（高階良子）
- アンドロメダ号で女子会を（白井弓子）
- アンの世界地図〜Is's a small world〜（吟鳥子）
- Unlimited → Unlimited VS 絞殺姫（亜月亮）：2018年1月号 - 4月号、2019年10月号 - 2020年1月号[5]
- イーフィの植物図鑑（奈々巻かなこ）
- 異世界王子（浜田翔子）
- 異世界小林幸子〜ラスボス降臨！〜（監修：幸子プロモーション、猪原賽、漫画：國立アルバ）：2023年7月号[34] - 2025年8月号[35]
- イワとニキの新婚旅行（白井弓子）
- ヴィエンナ・コネクション（高瀬理恵）
- 海の女神と旅立つ船（白井弓子）
- エイラと外つ国の王（びっけ）：2019年7月号[36] - 2024年8月号[37]
- 『エロイカより愛をこめて』に愛をこめて!!（原作：青池保子）：2021年7月号[38] - 2023年8月号[注 4]
- O 環状結界都市 → 大阪環状結界都市（白井弓子）
- 大家不動産の優良事故物件（マキノマキ）：2020年1月号 -
- おしえごと 同人教師と天才ギャル（とみさー）：2023年5月号[40] - 2024年9月号[41]
- オレは篠崎ハルカが嫌いだ（松永江莉子）

### か行
- 炎人（東山むつき）
  - 炎人 UNDERWORLD（東山むつき）
- かみがたり[注 5]（くせつきこ）
- カラフル・クロウ（秋乃茉莉）
- KEY JACK（潮見知佳）
  - KEY JACK TEENAGE EDITION（潮見知佳）
  - KEY JACK DEADLOCK（潮見知佳）
  - KEY JACK KEEP ALIVE（潮見知佳）
- キーリ（手代木史織）
- 君といつまでも〜東京下町吸血鬼物語〜（小林モリヲ）
- キミノトナリ－闇都市伝説－（亜月亮）
- きみを死なせないための物語（吟鳥子）： - 2020年10月号[42]
  - きみを死なせないための物語〜番外編〜（吟鳥子）：2021年2月号[43] - 2021年7月号[38]
- 『吸血鬼すぐ死ぬ』公式アンソロジー 新横浜で会いましょう（原作：盆ノ木至）：2021年8月号[44] - 2024年5月号[16]
- 9番目のムサシ（高橋美由紀）※『きらら16』より移籍
  - 9番目のムサシ ミッション・ブルー（高橋美由紀）
  - 9番目のムサシ レッドスクランブル（高橋美由紀）
  - 9番目のムサシ サイレントブラック（高橋美由紀）： - 2020年1月号[5]
- 恐怖博士の研究室（根本尚）
- 虚妄の女王〜辺境警備外伝〜（紫堂恭子）：2020年12月号[9] - 2022年5月号[45]
- 着るプラチナ〜魔女のドレス〜（黒井あがさ）
- 銀のノルタルヂア－イーハトーブ幻想童話集－（森山真臣乳→森山まみち）
- 傀儡師リン（和田慎二）[注 6]
- 傀儡の檻 インダクションゲーム（原作：矢樹純、加藤山羊）： - 2019年7月号
- 九龍葬査回奇録（晴十ナツメグ）：2020年12月号[9] - 2021年11月号
- クジラの子らは砂上に歌う（梅田阿比）： - 2023年2月号[48]
- クジラの子らは砂上に学ぶ（原案：梅田阿比、梅田海老）：2018年5月号 -
- 朽ちかけ龍の契約者（みどりわたる）：2022年4月号[49] - 2024年2月号[50]
- 国を蹴った男（原作：伊東潤、漫画：幾花にいろ）：2022年8月号[51] - 2025年1月号[20]
- -クロノス- 漆黒の神話（高階良子）
- 群青のアンサンブル → 群青のアンサンブル 〜2年3組の生徒たち〜（遠野由来子）
- 月光社ボーレイ奇譚（川端新）
- ゲッコーと月光と結婚（黒井あがさ）
- ケルン市警オド（青池保子）：2018年6月号 - 2025年3月号[52]←『プリンセスGOLD』より移籍
- 幻獣の星座（秋乃茉莉）
- 幻想夜話シリーズ（高階良子）
- 後宮香妃物語（原作：伊藤たつき、キャラクター原案：カスカベアキラ、橘ミズキ）→『月刊プリンセス』に移籍
- 煌如星シリーズ（藤田あつ子）
- 告別にはまだ早い（D・キッサン）
- この一杯は天使の取り分（糸井のぞ）：2022年4月号[49] - 2024年7月号[53]

### さ行
- 咲良の居酒屋歳時奇（永久保貴一）
- さよなら私の兵馬俑 機械仕掛けの神話（白井弓子）
- 三国志ジョーカー（青木朋）
- Gペンマジック のぞみとかなえ（崇山祟）：2020年9月号[7] - 2022年10月号[11]
- シックスセンスマイナスワン（三月病）：2022年9月号[33] - 2024年11月号[54]
- 写楽心中（会田薫）
  - 写楽心中 少女の春画は江戸に咲く（会田薫）
- 衆議院議員日本一（根本尚）
- 終末フレンズ（久世みずき）
- 少年吸血鬼の軟禁部屋（桂明日香）：2022年2月号[55] - 2024年11月号[54]
- しろいねこの学校（天乃タカ）
- 神域のシャラソウジュ〜少年平家物語〜（奈々巻かなこ）：2020年3月号 -
- 神託と灰色の髪の少年 機械仕掛けの神話〜ギリシャ神話〜（白井弓子）
- すきま日誌シリーズ（桟敷美和）
- 千千に鬼こそ（青井波子）：2014年1月号[56] -

### た行
- ダークハンター〜放課後のふたり〜（浜田翔子）
  - ダークハンター 碧ク光ル（浜田翔子）
- 大正恋恋双葉冊子（青井波子）：2022年11月特大号[57] - 2024年9月号[41]
- 高倉くんには難しい[注 7]（原作：一條マサヒデ、サブリック）
- タピシエール（関根美有）
- 探偵はサウナで謎をととのえる（原作：吉岡梅、たうみまゆ）：2022年2月号[55] - 2023年6月号
- デスハウス-死の家-（高階良子）
- テラ・インコグニタ（紫堂恭子）
- 天空の玉座（青木朋）：2013年3月号[58] -
- 転生したらピンクドラゴン（浜田翔子）
- 十十虫は夢を見る（幹本ヤエ）
- 天然王子の宝石箱（木々）
  - 天然王子のおもちゃ箱（木々）
- 天の神話 地の永遠（赤石路代）
- 透鏡の先、きみが笑った（山本棗）：2025年1月号[20] - 2025年5月号[59]
- 当世白浪気質（杉山小弥花）
- 盗賊王子とアラビアの姫君（松永江莉子）

### な行
- 70年目の告白〜毒とペン〜（高階良子）：2020年8月号[6] - 2022年11月号[57]
- 逃げる少女〜ルウム復活暦1002年〜（紫堂恭子）
- 西荻窪 三ツ星洋酒堂（浅井西）：2020年11月号[8] - 2022年6月号[注 8]
- 虹の大陸のシュリ（八瀬惣子）
- 203号室の尽子さん（山田也）
- 1/2（木々）
- ねこにゃんのわがまんま（九条タカオミ）
- 眠れる荊棘の… ネムレルイバラノ（高階良子）
- 九 neuntöte（結賀さとる）

### は行
- 新パズルゲーム☆はいすくーる（野間美由紀）
  - パズルゲーム☆はいすくーるX（野間美由紀）
  - パズルゲーム☆プレステージ（野間美由紀）： - 2020年1月号[5]
  - パズルゲーム☆ミステール（野間美由紀）：2020年4月号[62] - [注 9]。
- バットゥータ先生のグルメアンナイト（亀）：2022年12月特大号[65] - 2024年12月号[66]
- はっぴぃ猫日記 まるっとねこにゃん（九条タカオミ）
- パレードはどこへ行くの?（鈴木志保）
- ひとっこひとり百鬼の里（室長サオリ）
- 瞳に映るは銀の月（北原文野）
- 白妖の娘（木原敏江）
- ピジョン・プラン（林美里）
- 微 超能力部!（藤田まる美）
- ファタモルガーナの館-あなたの瞳を閉ざす物語-（原作・監修：縹けいか、作画：兼宗）
- 独法師と嘘つき（由多ちゆ）
- ひみつの月（中村理恵）
- ふしぎ道士伝 八卦の空（青木朋）
- 変幻退魔夜行 カルラ舞う! 葛城の古代神（永久保貴一）
  - 変幻退魔夜行 カルラ舞う! 【外伝 安倍晴明編】（永久保貴一）
  - 「カルラ舞う!」式 開運巡礼（永久保貴一）
  - 変幻退魔夜行 カルラ舞う! 【湖国幻影城】（永久保貴一）： - 2018年12月号[67]
- 炎の蜃気楼R（原作：桑原水菜、作画：浜田翔子）：2020年9月号[7] - 2024年11月号[54]

### ま行
- 舞姫七変化–悪霊転生絵巻–（真崎春望）
- 新マジシャン（高階良子）
- 魔女の箱庭（紫堂恭子）：2023年4月号[12] - 2023年12月号
- まほろばの番人（潮見知佳）：2020年11月号[8] - 2022年2月号[55]
- ミヨリの森（小田ひで次）
  - ミヨリの森の四季（小田ひで次）
  - 続ミヨリの森の四季（小田ひで次）
- ミラクれ！ 微超能力部（藤田まる美）： - 2020年12月号[9]
- 明治失業忍法帖（杉山小弥花）
- モネのキッチン 印象派のレシピ（にしうら染）：2017年7月号 - 2019年4月号
- モンスター殺人事件（高階良子）

### や行
- 約束の国、あなたに花を（中川真琴）
- やさしい悪魔の物語（川口まどか）
- やじきた学園道中記シリーズ「赤目編」（市東亮子）[注 10]
  - やじきた学園道中記F（ファイナル）：2020年4月号[62] - 2022年5月号[45]←『プリンセスGOLD』から移籍[62]
  - やじきた学園道中記スピンオフ 星にききたまえーAsk The Starsー（市東亮子）：2022年7月号[68] - 2023年9月号
- 闇都市伝説シリーズ（亜月亮）：2016年8月号 - 2017年10月号、2019年4月号 -
- 病める惑星より愛をこめて（本田）：2020年2月号 - 2025年2月号[22] ※2021年12月号から隔月連載[69]
- やんやんここやん〜かわいくなるお薬〜（布浦翼）
- 夢語りシリーズ（湯口聖子）
- 夜市（原作：恒川光太郎『夜市』角川ホラー文庫、奈々巻かなこ）
- よろず幻夜館（高階良子）

### ら・わ行
- Lady Midnight（和田慎二）
- ロイヤルガーデンシリーズ（黒井あがさ）
- 赤の悲劇（真崎春望）
- んゃおちゃんの冴えたやりかた〜超絶陰キャの私ですがお手製の発明品で人生逆転を図ります！〜（なたがら）：2024年8月号[37] - 2025年6月号[70]

## 映像化作品

### アニメ化
| 作品                     | 放送年         | アニメーション制作 | 備考 |
| ------------------------ | -------------- | ------------------ | ---- |
| ミヨリの森               | 2007年（特番） | 日本アニメーション |      |
| クジラの子らは砂上に歌う | 2017年         | J.C.STAFF          |      |
| 天幕のジャードゥーガル   | 2026年         | サイエンスSARU     |      |

本誌へ移籍前にOVA化された作品に『悪魔の花嫁』シリーズ、『やじきた学園道中記』シリーズがある。

### 実写化
| 作品                | 放送年 | 制作          | 備考 |
| ------------------- | ------ | ------------- | ---- |
| 西荻窪 三ツ星洋酒堂 | 2021年 | TBSスパークル |      |